# Chasmosaurus russelli
Chasmosaurus russelli  (gr. "lagarto abierto de Loris Shano Russell") es una de dos especies conocidas del género Chasmosaurus de dinosaurio ceratopsiano ceratópsido, vivió a finales del período Cretácico, hace aproximadamente 76,5 millones de años, durante el Campaniense, en lo que hoy es Norteamérica.  Charles Mortram Sternberg agregó Chasmosaurus russelli en 1940, basado en el espécimen NMC 8800 del sudoeste de Alberta, parte inferior de la formación Dinosaur Park. El nombre específico honra a Loris Shano Russell.